# Gudioblapura, Hospet
Gudioblapura là một làng thuộc tehsil Hospet, huyện Bellary, bang Karnataka, Ấn Độ.